# Igralka lutnje (Orazio Gentileschi)
Igralka lutnje je slika iz ok. 1612–1615 italijanskega umetnika Orazia Gentileschija (1563–1639), ki prikazuje mlado žensko v zlati obleki z lutnjo.

## Ozadje
Gentileschi je prišel v stik z italijanskim slikarjem Michelangelom Merisi da Caravaggiom (1571–1610) v Gentileschijevem zgodnjem rimskem obdobju 16. stoletja. Prevzel je Caravaggievo metodo slikanja iz življenja z uporabo dramatične osvetlitve in velja za enega vodilnih caravaggistov. Kljub temu je razvil lastno lirično maniro z mehkimi, umirjenimi toni.

## Opis
Igralka lutnje upodablja mlado žensko v zlati obleki z lutnjo, obrnjeno stran od opazovalca, osredotočeno na devetnajst strun in pozorno posluša note. Morda uglašuje svojo lutnjo v pričakovanju koncerta, kot je razvidno iz izbora flavt, korneta in violine ter pesmaric, ki ležijo odprte na mizi pred njo. Vendar pa v tem položaju ne more doseči črnih klinov za uglaševanje na vrhu instrumenta. Slika je bogata z upodobitvami tkanin. Lahko jo jemljemo kot žanrsko sceno ali portret, ker pa so številne slike tistega časa vsebovale neko alegorično sporočilo, lahko predstavlja tudi alegorijo sluha ali upodobitev Harmonije, grške boginje harmonije in soglasja.
Na sliki je tudi optična iluzija. Gledalci bodo opazili, da se zdi, da vrat violine na mizi vedno kaže vanje, ne glede na to, kje stojijo glede na sliko.

## Vplivi
Igralka lutnje je pod vplivom Caravaggiovih zgodnjih žanrskih prizorov, zlasti Caravaggiove istoimenske slike v muzeju Ermitaž (ok. 1600). 
Gentileschijeva slika pa je bila navdih za sliko Ženska, ki igra lutnjo Giuseppeja Crespija ok. 1700–1705. 
Christiansen & Mann ugotavljata, da se je Gentileschi vrnil k Caravaggiovemu zgodnjemu giorgionskemu delu, ki ga ponazarjajo slike, kot je Spokorna Magdalena ok. 1594–1596, kot vodilo za njegov odhod od glavnega toka caravaggizma, ki ga predstavlja Igralka lutnje.